# برنهارد ريغر
برنهارد ريغر (بالألمانية: Bernhard Rieger)‏ هو عالم عقيدة ألماني، ولد في 17 ديسمبر 1922 في Waldstetten ‏ في ألمانيا، وتوفي في 10 أبريل 2013 في Kressbronn am Bodensee ‏ في ألمانيا.